# 詩人の鐘/日はまた昇る
「詩人の鐘/日はまた昇る」（しじんのかね/ひはまたのぼる）は、1998年12月2日に発売された浜田省吾の31枚目のシングル。

## 概要
1998年で3枚目のシングルとなり、1年間で3枚のシングルを発売したのは1981年以来である。

## 音楽性
「詩人の鐘」は、1990年に発表した12枚目のアルバム『誰がために鐘は鳴る』の収録曲を新たにリメイクした作品で、歌詞の一部を変更している。水谷公生によるPro Toolsを全面的に取り入れたアレンジで、サイケデリックなサウンドに仕上がっている。
「日はまた昇る」は、書き下ろしの新曲。タイトルはアーネスト・ヘミングウェイの同名小説から来ている。2001年8月22日発売15枚目のアルバム『SAVE OUR SHIP』とはバージョン違い。

## 収録曲
| 全作詞・作曲: 浜田省吾、全編曲: 浜田省吾 & 水谷公生。 |                  |          |            |      |
| #                                                     | タイトル         | 作詞     | 作曲・編曲 | 時間 |
| 1.                                                    | 「詩人の鐘」     | 浜田省吾 | 浜田省吾   | 4:32 |
| 2.                                                    | 「日はまた昇る」 | 浜田省吾 | 浜田省吾   | 8:57 |
| 合計時間:                                             | 合計時間:        | 13:29    |            |      |

## 参加ミュージシャン
- Chorus Arrangement and Backing Vocal by 町支寛二

| 詩人の鐘 (Single Version) - Drums：大久保敦夫 - Bass：岡沢茂 - Electric Guitars：水谷公生 and 浜田省吾 - Organ and Synthesizers：福田裕彦 - Saxophone：古村敏比古 - Programming：水谷公生 - Manipulation：森康成 | 日はまた昇る (Single Version) - Drums：大久保敦夫 - Bass：岡沢茂 - Electric Guitars：水谷公生 - Slide Guitars：町支寛二 - Organ：福田裕彦 - Acoustic Piano and Wurlitzer：小島良喜 - Trumpet：Eric Miyashiro - Saxophone：古村敏比古 - Programming：水谷公生 - Manipulation：森康成 |